# Senatori del New Hampshire
Il New Hampshire è stato ammesso nell'unione il 21 giugno 1788. Elegge senatori di classe 2 e 3. Gli attuali senatori sono le democratiche Jeanne Shaheen e Maggie Hassan.

## Elenco

### Classe 2
| N.      | Foto             | Senatore            | Partito                  | Carica            | Carica            | Congresso                                              | Mandato                                                                         | Storia elettorale                                                   |
| N.      | Foto             | Senatore            | Partito                  | Inizio            | Termine           | Congresso                                              | Mandato                                                                         | Storia elettorale                                                   |
| ------- | ---------------- | ------------------- | ------------------------ | ----------------- | ----------------- | ------------------------------------------------------ | ------------------------------------------------------------------------------- | ------------------------------------------------------------------- |
| 1       |                  | Paine Wingate       | Anti-Amministrazione     | 4 marzo 1789      | 3 marzo 1793      | 1                                                      | 1                                                                               | Eletto nel 1789 Ha perso la rielezione                              |
| 1       | 2                | Paine Wingate       | Anti-Amministrazione     | 4 marzo 1789      | 3 marzo 1793      |                                                        | 1                                                                               | Eletto nel 1789 Ha perso la rielezione                              |
| 2       |                  | Samuel Livermore    | Pro- Amministrazione     | 4 marzo 1793      | 12 giugno 1801    | 3                                                      | 1                                                                               | Eletto nel 1792                                                     |
| 2       | Federalista      | Samuel Livermore    | 4                        | 4 marzo 1793      | 12 giugno 1801    |                                                        | 1                                                                               | Eletto nel 1792                                                     |
| 2       | Federalista      | Samuel Livermore    | 5                        | 4 marzo 1793      | 12 giugno 1801    |                                                        | 1                                                                               | Eletto nel 1792                                                     |
| 2       | Federalista      | Samuel Livermore    | 6                        | 4 marzo 1793      | 12 giugno 1801    | 1/2                                                    | Rieletto nel 1798 Dimessosi                                                     |                                                                     |
| 2       | Federalista      | Samuel Livermore    | 7                        | 4 marzo 1793      | 12 giugno 1801    | 1/2                                                    | Rieletto nel 1798 Dimessosi                                                     |                                                                     |
| Vacante | Vacante          | Vacante             | Vacante                  | 12 giugno 1801    | 17 giugno 1801    | 1/2                                                    |                                                                                 |                                                                     |
|         |                  | Simeon Olcott       | Federalista              | 17 giugno 1801    | 3 marzo 1805      | 1/2                                                    | Eletto per terminare il mandato                                                 |                                                                     |
| 3       | 8                | Simeon Olcott       | Federalista              | 17 giugno 1801    | 3 marzo 1805      | 1/2                                                    | Eletto per terminare il mandato                                                 |                                                                     |
| 4       |                  | Nicholas Gilman     | Democratico-Repubblicano | 4 marzo 1805      | 2 maggio 1814     | 9                                                      | 1                                                                               | Eletto nel 1804                                                     |
| 4       | 10               | Nicholas Gilman     | Democratico-Repubblicano | 4 marzo 1805      | 2 maggio 1814     |                                                        | 1                                                                               | Eletto nel 1804                                                     |
| 4       | 11               | Nicholas Gilman     | Democratico-Repubblicano | 4 marzo 1805      | 2 maggio 1814     |                                                        | 1                                                                               | Eletto nel 1804                                                     |
| 4       | 12               | Nicholas Gilman     | Democratico-Repubblicano | 4 marzo 1805      | 2 maggio 1814     | 1/2                                                    | Rieletto nel 1810 Deceduto                                                      |                                                                     |
| 4       | 13               | Nicholas Gilman     | Democratico-Repubblicano | 4 marzo 1805      | 2 maggio 1814     | 1/2                                                    | Rieletto nel 1810 Deceduto                                                      |                                                                     |
| Vacante | Vacante          | Vacante             | Vacante                  | 2 maggio 1814     | 24 giugno 1814    | 1/2                                                    |                                                                                 |                                                                     |
| 5       |                  | Thomas W. Thompson  | Federalista              | 24 giugno 1814    | 3 marzo 1817      | 1/2                                                    | Eletto per terminare il mandato                                                 |                                                                     |
|         | 14               | Thomas W. Thompson  | Federalista              | 24 giugno 1814    | 3 marzo 1817      | 1/2                                                    | Eletto per terminare il mandato                                                 |                                                                     |
| 6       |                  | David L. Morril     | Democratico-Repubblicano | 4 marzo 1817      | 3 marzo 1823      | 15                                                     | 1                                                                               | Eletto nel 1816 Ritiratosi                                          |
| 6       | 16               | David L. Morril     | Democratico-Repubblicano | 4 marzo 1817      | 3 marzo 1823      |                                                        | 1                                                                               | Eletto nel 1816 Ritiratosi                                          |
| 6       | 17               | David L. Morril     | Democratico-Repubblicano | 4 marzo 1817      | 3 marzo 1823      |                                                        | 1                                                                               | Eletto nel 1816 Ritiratosi                                          |
| 7       |                  | Samuel Bell         | Democratico-Repubblicano | 4 marzo 1823      | 3 marzo 1835      | 18                                                     | 1                                                                               | Eletto nel 1823                                                     |
| 7       | Anti-Jacksoniano | Samuel Bell         | 19                       | 4 marzo 1823      | 3 marzo 1835      |                                                        | 1                                                                               | Eletto nel 1823                                                     |
| 7       | Anti-Jacksoniano | Samuel Bell         | 20                       | 4 marzo 1823      | 3 marzo 1835      |                                                        | 1                                                                               | Eletto nel 1823                                                     |
| 7       | Anti-Jacksoniano | Samuel Bell         | 21                       | 4 marzo 1823      | 3 marzo 1835      | 2                                                      | Rieletto nel 1828 Ritiratoso                                                    |                                                                     |
| 7       | Anti-Jacksoniano | Samuel Bell         | 22                       | 4 marzo 1823      | 3 marzo 1835      | 2                                                      | Rieletto nel 1828 Ritiratoso                                                    |                                                                     |
| 7       | Anti-Jacksoniano | Samuel Bell         | 23                       | 4 marzo 1823      | 3 marzo 1835      | 2                                                      | Rieletto nel 1828 Ritiratoso                                                    |                                                                     |
| 8       |                  | Henry Hubbard       | Jacksoniano              | 4 marzo 1835      | 3 marzo 1841      | 24                                                     | 1                                                                               | Eletto nel 1835 Ritiratosi per correre come Governatore             |
| 8       | 25               | Henry Hubbard       | Jacksoniano              | 4 marzo 1835      | 3 marzo 1841      |                                                        | 1                                                                               | Eletto nel 1835 Ritiratosi per correre come Governatore             |
| 8       | Democratico      | Henry Hubbard       | 26                       | 4 marzo 1835      | 3 marzo 1841      |                                                        | 1                                                                               | Eletto nel 1835 Ritiratosi per correre come Governatore             |
| 9       |                  | Levi Woodbury       | Democratico              | 4 marzo 1841      | 20 settembre 1845 | 27                                                     | 1/2                                                                             | Eletto nel 1841 Dimessosi per diventare Giudice della Corte Suprema |
| 9       | 28               | Levi Woodbury       | Democratico              | 4 marzo 1841      | 20 settembre 1845 |                                                        | 1/2                                                                             | Eletto nel 1841 Dimessosi per diventare Giudice della Corte Suprema |
| 9       | 29               | Levi Woodbury       | Democratico              | 4 marzo 1841      | 20 settembre 1845 |                                                        | 1/2                                                                             | Eletto nel 1841 Dimessosi per diventare Giudice della Corte Suprema |
| Vacante | Vacante          | Vacante             | Vacante                  | 20 settembre 1845 | 1 dicembre 1845   |                                                        | 1/2                                                                             |                                                                     |
| 10      |                  | Benning W. Jenness  | Democratico              | 1 dicembre 1845   | 13 giugno 1846    | Nominato per continuare il mandato Ha perso l'elezione | 1/2                                                                             |                                                                     |
| 11      |                  | Joseph Cilley       | Liberatariano            | 13 giugno 1846    | 3 marzo 1847      | Eletto per terminare il mandato Ha perso la rielezione | 1/2                                                                             |                                                                     |
| 12      |                  | John P. Hale        | Democratico              | 4 marzo 1847      | 3 marzo 1853      | 30                                                     | 1                                                                               | Eletto nel 1846 Ritiratosi per candidarsi alla presidenza           |
| 12      | Free Soil        | John P. Hale        | 31                       | 4 marzo 1847      | 3 marzo 1853      |                                                        | 1                                                                               | Eletto nel 1846 Ritiratosi per candidarsi alla presidenza           |
| 12      | Free Soil        | John P. Hale        | 32                       | 4 marzo 1847      | 3 marzo 1853      |                                                        | 1                                                                               | Eletto nel 1846 Ritiratosi per candidarsi alla presidenza           |
| 13      |                  | Charles G. Atherton | Democratico              | 4 marzo 1853      | 15 novembre 1853  | 33                                                     | 1/2                                                                             | Eletto nel 1852 Deceduto                                            |
| Vacante | Vacante          | Vacante             | Vacante                  | 15 novembre 1853  | 29 novembre 1853  | 33                                                     | 1/2                                                                             |                                                                     |
| 14      |                  | Jared W. Williams   | Democratico              | 29 novembre 1853  | 15 luglio 1854    | 33                                                     | 1/2                                                                             | Nominato per continuare il mandato Nomina terminata senza elezioni  |
| Vacante | Vacante          | Vacante             | Vacante                  | 15 luglio 1854    | 30 luglio 1854    | 33                                                     | 1/2                                                                             |                                                                     |
| Vacante | Vacante          | Vacante             | Vacante                  | 15 luglio 1854    | 30 luglio 1854    | 34                                                     | 1/2                                                                             |                                                                     |
|         |                  | John P. Hale        | Repubblicano             | 30 luglio 1854    | 3 marzo 1865      | Eletto per terminare il mandato                        | 1/2                                                                             |                                                                     |
| 15      | 35               | John P. Hale        | Repubblicano             | 30 luglio 1854    | 3 marzo 1865      | Eletto per terminare il mandato                        | 1/2                                                                             |                                                                     |
| 15      | 36               | John P. Hale        | Repubblicano             | 30 luglio 1854    | 3 marzo 1865      | 1                                                      | Rieletto nel 1859                                                               |                                                                     |
| 15      | 37               | John P. Hale        | Repubblicano             | 30 luglio 1854    | 3 marzo 1865      | 1                                                      | Rieletto nel 1859                                                               |                                                                     |
| 15      | 38               | John P. Hale        | Repubblicano             | 30 luglio 1854    | 3 marzo 1865      | 1                                                      | Rieletto nel 1859                                                               |                                                                     |
| 16      |                  | Aaron H. Cragin     | Repubblicano             | 4 marzo 1865      | 3 marzo 1877      | 39                                                     | 1                                                                               | Eletto nel 1864                                                     |
| 16      | 40               | Aaron H. Cragin     | Repubblicano             | 4 marzo 1865      | 3 marzo 1877      |                                                        | 1                                                                               | Eletto nel 1864                                                     |
| 16      | 41               | Aaron H. Cragin     | Repubblicano             | 4 marzo 1865      | 3 marzo 1877      |                                                        | 1                                                                               | Eletto nel 1864                                                     |
| 16      | 42               | Aaron H. Cragin     | Repubblicano             | 4 marzo 1865      | 3 marzo 1877      | 2                                                      | Rieletto nel 1870                                                               |                                                                     |
| 16      | 43               | Aaron H. Cragin     | Repubblicano             | 4 marzo 1865      | 3 marzo 1877      | 2                                                      | Rieletto nel 1870                                                               |                                                                     |
| 16      | 44               | Aaron H. Cragin     | Repubblicano             | 4 marzo 1865      | 3 marzo 1877      | 2                                                      | Rieletto nel 1870                                                               |                                                                     |
| 17      |                  | Edward H. Rollins   | Repubblicano             | 4 marzo 1877      | 3 marzo 1883      | 45                                                     | 1                                                                               | Eletto nel 1876 Ha pero la rielezione                               |
| 17      | 46               | Edward H. Rollins   | Repubblicano             | 4 marzo 1877      | 3 marzo 1883      |                                                        | 1                                                                               | Eletto nel 1876 Ha pero la rielezione                               |
| 17      | 47               | Edward H. Rollins   | Repubblicano             | 4 marzo 1877      | 3 marzo 1883      |                                                        | 1                                                                               | Eletto nel 1876 Ha pero la rielezione                               |
| Vacante | Vacante          | Vacante             | Vacante                  | 4 marzo 1883      | 2 agosto 1883     | 48                                                     | 1/2                                                                             | Elezione non riuscita                                               |
|         |                  | Austin F. Pike      | Repubblicano             | 2 agosto 1883     | 8 ottobre 1886    | 48                                                     | 1/2                                                                             | Eletto in ritardo Deceduto                                          |
| 18      | 49               | Austin F. Pike      | Repubblicano             | 2 agosto 1883     | 8 ottobre 1886    |                                                        | 1/2                                                                             | Eletto in ritardo Deceduto                                          |
| Vacante | Vacante          | Vacante             | Vacante                  | 8 ottobre 1886    | 14 novembre 1886  |                                                        | 1/2                                                                             |                                                                     |
|         | 49               |                     | Person Colby Cheney      | Repubblicano      | 14 novembre 1886  | 14 giugno 1887                                         | 1/2                                                                             | Nominato per continuare il mandato Ritiratosi                       |
| 19      | 50               |                     | Person Colby Cheney      | Repubblicano      | 14 novembre 1886  | 14 giugno 1887                                         | 1/2                                                                             | Nominato per continuare il mandato Ritiratosi                       |
| 20      | 50               |                     | William E. Chandler      | Repubblicano      | 14 giugno 1887    | 3 marzo 1889                                           | 1/2                                                                             | Eletto per terminare il mandato                                     |
| 21      |                  | Gilman Marston      | Repubblicano             | 4 marzo 1889      | 18 giugno 1889    | 51                                                     | 1/2                                                                             | Nominato per iniziare il mandato                                    |
|         |                  | William E. Chandler | Repubblicano             | 18 giugno 1889    | 3 marzo 1901      | 51                                                     | 1/2                                                                             | Eletto in ritardo                                                   |
| 22      | 52               | William E. Chandler | Repubblicano             | 18 giugno 1889    | 3 marzo 1901      |                                                        | 1/2                                                                             | Eletto in ritardo                                                   |
| 22      | 53               | William E. Chandler | Repubblicano             | 18 giugno 1889    | 3 marzo 1901      |                                                        | 1/2                                                                             | Eletto in ritardo                                                   |
| 22      | 54               | William E. Chandler | Repubblicano             | 18 giugno 1889    | 3 marzo 1901      | 1                                                      | Rieletto nel 1895 Ha perso la rinomina                                          |                                                                     |
| 22      | 55               | William E. Chandler | Repubblicano             | 18 giugno 1889    | 3 marzo 1901      | 1                                                      | Rieletto nel 1895 Ha perso la rinomina                                          |                                                                     |
| 22      | 56               | William E. Chandler | Repubblicano             | 18 giugno 1889    | 3 marzo 1901      | 1                                                      | Rieletto nel 1895 Ha perso la rinomina                                          |                                                                     |
| 23      |                  | Henry E. Burnham    | Repubblicano             | 4 marzo 1901      | 3 marzo 1913      | 57                                                     | 1                                                                               | Eletto nel 1901                                                     |
| 23      | 58               | Henry E. Burnham    | Repubblicano             | 4 marzo 1901      | 3 marzo 1913      |                                                        | 1                                                                               | Eletto nel 1901                                                     |
| 23      | 59               | Henry E. Burnham    | Repubblicano             | 4 marzo 1901      | 3 marzo 1913      |                                                        | 1                                                                               | Eletto nel 1901                                                     |
| 23      | 60               | Henry E. Burnham    | Repubblicano             | 4 marzo 1901      | 3 marzo 1913      | 2                                                      | Rieletto nel 1907 Ritiratosi                                                    |                                                                     |
| 23      | 61               | Henry E. Burnham    | Repubblicano             | 4 marzo 1901      | 3 marzo 1913      | 2                                                      | Rieletto nel 1907 Ritiratosi                                                    |                                                                     |
| 23      | 62               | Henry E. Burnham    | Repubblicano             | 4 marzo 1901      | 3 marzo 1913      | 2                                                      | Rieletto nel 1907 Ritiratosi                                                    |                                                                     |
| Vacante | Vacante          | Vacante             | Vacante                  | 4 marzo 1913      | 13 marzo 1913     | 63                                                     | 1                                                                               | Elezione non riuscita                                               |
|         |                  | Henry F. Hollis     | Democratico              | 13 marzo 1913     | 3 marzo 1919      | 63                                                     | 1                                                                               | Eletto in ritardo Ritiratosi                                        |
| 24      | 64               | Henry F. Hollis     | Democratico              | 13 marzo 1913     | 3 marzo 1919      |                                                        | 1                                                                               | Eletto in ritardo Ritiratosi                                        |
| 24      | 65               | Henry F. Hollis     | Democratico              | 13 marzo 1913     | 3 marzo 1919      |                                                        | 1                                                                               | Eletto in ritardo Ritiratosi                                        |
| 25      |                  | Henry W. Keyes      | Repubblicano             | 4 marzo 1919      | 3 gennaio 1937    | 66                                                     | 1                                                                               | Eletto nel 1918                                                     |
| 25      | 67               | Henry W. Keyes      | Repubblicano             | 4 marzo 1919      | 3 gennaio 1937    |                                                        | 1                                                                               | Eletto nel 1918                                                     |
| 25      | 68               | Henry W. Keyes      | Repubblicano             | 4 marzo 1919      | 3 gennaio 1937    |                                                        | 1                                                                               | Eletto nel 1918                                                     |
| 25      | 69               | Henry W. Keyes      | Repubblicano             | 4 marzo 1919      | 3 gennaio 1937    | 2                                                      | Rieletto nel 1924                                                               |                                                                     |
| 25      | 70               | Henry W. Keyes      | Repubblicano             | 4 marzo 1919      | 3 gennaio 1937    | 2                                                      | Rieletto nel 1924                                                               |                                                                     |
| 25      | 71               | Henry W. Keyes      | Repubblicano             | 4 marzo 1919      | 3 gennaio 1937    | 2                                                      | Rieletto nel 1924                                                               |                                                                     |
| 25      | 72               | Henry W. Keyes      | Repubblicano             | 4 marzo 1919      | 3 gennaio 1937    | 3                                                      | Rieletto nel 1930 Ritiratosi                                                    |                                                                     |
| 25      | 73               | Henry W. Keyes      | Repubblicano             | 4 marzo 1919      | 3 gennaio 1937    | 3                                                      | Rieletto nel 1930 Ritiratosi                                                    |                                                                     |
| 25      | 74               | Henry W. Keyes      | Repubblicano             | 4 marzo 1919      | 3 gennaio 1937    | 3                                                      | Rieletto nel 1930 Ritiratosi                                                    |                                                                     |
| 26      |                  | Styles Bridges      | Repubblicano             | 3 gennaio 1937    | 26 novembre 1961  | 75                                                     | 1                                                                               | Eletto nel 1936                                                     |
| 26      | 76               | Styles Bridges      | Repubblicano             | 3 gennaio 1937    | 26 novembre 1961  |                                                        | 1                                                                               | Eletto nel 1936                                                     |
| 26      | 77               | Styles Bridges      | Repubblicano             | 3 gennaio 1937    | 26 novembre 1961  |                                                        | 1                                                                               | Eletto nel 1936                                                     |
| 26      | 78               | Styles Bridges      | Repubblicano             | 3 gennaio 1937    | 26 novembre 1961  | 2                                                      | Rieletto nel 1942                                                               |                                                                     |
| 26      | 79               | Styles Bridges      | Repubblicano             | 3 gennaio 1937    | 26 novembre 1961  | 2                                                      | Rieletto nel 1942                                                               |                                                                     |
| 26      | 80               | Styles Bridges      | Repubblicano             | 3 gennaio 1937    | 26 novembre 1961  | 2                                                      | Rieletto nel 1942                                                               |                                                                     |
| 26      | 81               | Styles Bridges      | Repubblicano             | 3 gennaio 1937    | 26 novembre 1961  | 3                                                      | Rieletto nel 1948                                                               |                                                                     |
| 26      | 82               | Styles Bridges      | Repubblicano             | 3 gennaio 1937    | 26 novembre 1961  | 3                                                      | Rieletto nel 1948                                                               |                                                                     |
| 26      | 83               | Styles Bridges      | Repubblicano             | 3 gennaio 1937    | 26 novembre 1961  | 3                                                      | Rieletto nel 1948                                                               |                                                                     |
| 26      | 84               | Styles Bridges      | Repubblicano             | 3 gennaio 1937    | 26 novembre 1961  | 4                                                      | Rieletto nel 1954                                                               |                                                                     |
| 26      | 85               | Styles Bridges      | Repubblicano             | 3 gennaio 1937    | 26 novembre 1961  | 4                                                      | Rieletto nel 1954                                                               |                                                                     |
| 26      | 86               | Styles Bridges      | Repubblicano             | 3 gennaio 1937    | 26 novembre 1961  | 4                                                      | Rieletto nel 1954                                                               |                                                                     |
| 26      | 87               | Styles Bridges      | Repubblicano             | 3 gennaio 1937    | 26 novembre 1961  | 1/2                                                    | Rieletto nel 1960 Deceduto                                                      |                                                                     |
| Vacante | Vacante          | Vacante             | Vacante                  | 26 novembre 1961  | 10 gennaio 1962   | 1/2                                                    |                                                                                 |                                                                     |
| 27      | 87               |                     | Maurice J. Murphy, Jr.   | Repubblicano      | 10 gennaio 1962   | 1/2                                                    | 6 novembre 1962                                                                 | Nominato per continuare il mandato Ha perso la nomina               |
|         | 87               |                     | Thomas J. McIntyre       | Democratico       | 6 novembre 1962   | 1/2                                                    | 3 gennaio 1979                                                                  | Eletto per terminare il mandato                                     |
| 28      | 88               |                     | Thomas J. McIntyre       | Democratico       | 6 novembre 1962   | 1/2                                                    | 3 gennaio 1979                                                                  | Eletto per terminare il mandato                                     |
| 28      | 89               |                     | Thomas J. McIntyre       | Democratico       | 6 novembre 1962   | 1/2                                                    | 3 gennaio 1979                                                                  | Eletto per terminare il mandato                                     |
| 28      | 90               | 1                   | Thomas J. McIntyre       | Democratico       | 6 novembre 1962   | Rieletto nel 1966                                      | 3 gennaio 1979                                                                  |                                                                     |
| 28      | 91               | 1                   | Thomas J. McIntyre       | Democratico       | 6 novembre 1962   | Rieletto nel 1966                                      | 3 gennaio 1979                                                                  |                                                                     |
| 28      | 92               | 1                   | Thomas J. McIntyre       | Democratico       | 6 novembre 1962   | Rieletto nel 1966                                      | 3 gennaio 1979                                                                  |                                                                     |
| 28      | 93               | 2                   | Thomas J. McIntyre       | Democratico       | 6 novembre 1962   | Rieletto nel 1972 Ha perso la rielezione               | 3 gennaio 1979                                                                  |                                                                     |
| 28      | 94               | 2                   | Thomas J. McIntyre       | Democratico       | 6 novembre 1962   | Rieletto nel 1972 Ha perso la rielezione               | 3 gennaio 1979                                                                  |                                                                     |
| 28      | 95               | 2                   | Thomas J. McIntyre       | Democratico       | 6 novembre 1962   | Rieletto nel 1972 Ha perso la rielezione               | 3 gennaio 1979                                                                  |                                                                     |
| 29      |                  | Gordon J. Humphrey  | Repubblicano             | 3 gennaio 1979    | 4 dicembre 1990   | 96                                                     | 1                                                                               | Eletto nel 1978                                                     |
| 29      | 97               | Gordon J. Humphrey  | Repubblicano             | 3 gennaio 1979    | 4 dicembre 1990   |                                                        | 1                                                                               | Eletto nel 1978                                                     |
| 29      | 98               | Gordon J. Humphrey  | Repubblicano             | 3 gennaio 1979    | 4 dicembre 1990   |                                                        | 1                                                                               | Eletto nel 1978                                                     |
| 29      | 99               | Gordon J. Humphrey  | Repubblicano             | 3 gennaio 1979    | 4 dicembre 1990   | 1/2                                                    | Rieletto nel 1984 Ritiratosi e dimessosi per andare al Senato del New Hampshire |                                                                     |
| 29      | 100              | Gordon J. Humphrey  | Repubblicano             | 3 gennaio 1979    | 4 dicembre 1990   | 1/2                                                    | Rieletto nel 1984 Ritiratosi e dimessosi per andare al Senato del New Hampshire |                                                                     |
| 29      | 101              | Gordon J. Humphrey  | Repubblicano             | 3 gennaio 1979    | 4 dicembre 1990   | 1/2                                                    | Rieletto nel 1984 Ritiratosi e dimessosi per andare al Senato del New Hampshire |                                                                     |
| Vacante | Vacante          | Vacante             | Vacante                  | 4 dicembre 1990   | 7 dicembre 1990   | 1/2                                                    |                                                                                 |                                                                     |
| 30      |                  | Bob Smith           | Repubblicano             | 7 dicembre 1990   | 2 gennaio 2003    | 1/2                                                    | Nominato avendo già vinto le elezioni                                           |                                                                     |
| 30      | 102              | Bob Smith           | Repubblicano             | 7 dicembre 1990   | 2 gennaio 2003    | 1                                                      | Eletto nel 1990                                                                 |                                                                     |
| 30      | 103              | Bob Smith           | Repubblicano             | 7 dicembre 1990   | 2 gennaio 2003    | 1                                                      | Eletto nel 1990                                                                 |                                                                     |
| 30      | 104              | Bob Smith           | Repubblicano             | 7 dicembre 1990   | 2 gennaio 2003    | 1                                                      | Eletto nel 1990                                                                 |                                                                     |
| 30      | 105              | Bob Smith           | Repubblicano             | 7 dicembre 1990   | 2 gennaio 2003    | 2                                                      | Rieletto nel 1996 Ha perso la rinomina                                          |                                                                     |
| 30      | 106              | Bob Smith           | Repubblicano             | 7 dicembre 1990   | 2 gennaio 2003    | 2                                                      | Rieletto nel 1996 Ha perso la rinomina                                          |                                                                     |
| 30      | 107              | Bob Smith           | Repubblicano             | 7 dicembre 1990   | 2 gennaio 2003    | 2                                                      | Rieletto nel 1996 Ha perso la rinomina                                          |                                                                     |
| 31      |                  | John E. Sununu      | Repubblicano             | 2 gennaio 2003    | 3 gennaio 2009    | 108                                                    | 1                                                                               | Eletto nel 2002 Ha perso la rielezione                              |
| 31      | 109              | John E. Sununu      | Repubblicano             | 2 gennaio 2003    | 3 gennaio 2009    |                                                        | 1                                                                               | Eletto nel 2002 Ha perso la rielezione                              |
| 31      | 110              | John E. Sununu      | Repubblicano             | 2 gennaio 2003    | 3 gennaio 2009    |                                                        | 1                                                                               | Eletto nel 2002 Ha perso la rielezione                              |
| 32      |                  | Jeanne Shaheen      | Democratico              | 3 gennaio 2009    | in carica         | 111                                                    | 1                                                                               | Eletta nel 2008                                                     |
| 32      | 112              | Jeanne Shaheen      | Democratico              | 3 gennaio 2009    | in carica         |                                                        | 1                                                                               | Eletta nel 2008                                                     |
| 32      | 113              | Jeanne Shaheen      | Democratico              | 3 gennaio 2009    | in carica         |                                                        | 1                                                                               | Eletta nel 2008                                                     |
| 32      | 114              | Jeanne Shaheen      | Democratico              | 3 gennaio 2009    | in carica         | 2                                                      | Rieletta nel 2014                                                               |                                                                     |
| 32      | 115              | Jeanne Shaheen      | Democratico              | 3 gennaio 2009    | in carica         | 2                                                      | Rieletta nel 2014                                                               |                                                                     |
| 32      | 116              | Jeanne Shaheen      | Democratico              | 3 gennaio 2009    | in carica         | 2                                                      | Rieletta nel 2014                                                               |                                                                     |
| 32      | 117              | Jeanne Shaheen      | Democratico              | 3 gennaio 2009    | in carica         | 3                                                      | Rieletta nel 2020                                                               |                                                                     |
| 32      | 118              | Jeanne Shaheen      | Democratico              | 3 gennaio 2009    | in carica         | 3                                                      | Rieletta nel 2020                                                               |                                                                     |
| 32      | 119              | Jeanne Shaheen      | Democratico              | 3 gennaio 2009    | in carica         | 3                                                      | Rieletta nel 2020                                                               |                                                                     |
|         |                  |                     |                          |                   |                   | 120                                                    |                                                                                 |                                                                     |
| 121     |                  |                     |                          |                   |                   |                                                        |                                                                                 |                                                                     |

### Classe 3
| N.                                       | Foto                                     | Senatore                                 | Partito                                  | Carica                                   | Carica                                   | Congresso                              | Mandato                                                  | Storia elettorale                                                  |
| N.                                       | Foto                                     | Senatore                                 | Partito                                  | Inizio                                   | Termine                                  | Congresso                              | Mandato                                                  | Storia elettorale                                                  |
| ---------------------------------------- | ---------------------------------------- | ---------------------------------------- | ---------------------------------------- | ---------------------------------------- | ---------------------------------------- | -------------------------------------- | -------------------------------------------------------- | ------------------------------------------------------------------ |
| 1                                        |                                          | John Langdon                             | Pro- Amministrazione                     | 4 marzo 1789                             | 3 marzo 1801                             | 1                                      | 1                                                        | Eletto nel 1788                                                    |
| 1                                        | 2                                        | John Langdon                             | Pro- Amministrazione                     | 4 marzo 1789                             | 3 marzo 1801                             |                                        | 1                                                        | Eletto nel 1788                                                    |
| 1                                        | Anti-Amministrazione                     | John Langdon                             | 3                                        | 4 marzo 1789                             | 3 marzo 1801                             |                                        | 1                                                        | Eletto nel 1788                                                    |
| 1                                        | Democratico-Repubblicano                 | John Langdon                             | 4                                        | 4 marzo 1789                             | 3 marzo 1801                             | 2                                      | Rieletto nel 1794                                        |                                                                    |
| 1                                        | Democratico-Repubblicano                 | John Langdon                             | 5                                        | 4 marzo 1789                             | 3 marzo 1801                             | 2                                      | Rieletto nel 1794                                        |                                                                    |
| 1                                        | Democratico-Repubblicano                 | John Langdon                             | 6                                        | 4 marzo 1789                             | 3 marzo 1801                             | 2                                      | Rieletto nel 1794                                        |                                                                    |
| 2                                        |                                          | James Sheafe                             | Federalista                              | 4 marzo 1800                             | 14 giugno 1802                           | 7                                      | 1/2                                                      | Eletto nel 1800 Dimessosi                                          |
| Vacante                                  | Vacante                                  | Vacante                                  | Vacante                                  | 14 giugno 1802                           | 17 giugno 1802                           | 7                                      | 1/2                                                      |                                                                    |
|                                          |                                          | William Plumer                           | Federalista                              | 17 giugno 1802                           | 3 marzo 1807                             | 7                                      | 1/2                                                      | Eletto per terminare il mandato Ritiratosi                         |
| 3                                        | 8                                        | William Plumer                           | Federalista                              | 17 giugno 1802                           | 3 marzo 1807                             |                                        | 1/2                                                      | Eletto per terminare il mandato Ritiratosi                         |
| 3                                        | 9                                        | William Plumer                           | Federalista                              | 17 giugno 1802                           | 3 marzo 1807                             |                                        | 1/2                                                      | Eletto per terminare il mandato Ritiratosi                         |
| 4                                        |                                          | Nahum Parker                             | Democratico-Repubblicano                 | 4 marzo 1807                             | 1 giugno 1810                            | 10                                     | 1/2                                                      | Eletto nel 1807 Dimessosi                                          |
| 4                                        | 11                                       | Nahum Parker                             | Democratico-Repubblicano                 | 4 marzo 1807                             | 1 giugno 1810                            |                                        | 1/2                                                      | Eletto nel 1807 Dimessosi                                          |
| Vacante                                  | Vacante                                  | Vacante                                  | Vacante                                  | 1 giugno 1810                            | 21 giugno 1810                           |                                        | 1/2                                                      |                                                                    |
|                                          |                                          | Charles Cutts                            | Federalista                              | 21 giugno 1810                           | 3 marzo 1813                             | Eletto per terminare il mandato        | 1/2                                                      |                                                                    |
| 5                                        | 12                                       | Charles Cutts                            | Federalista                              | 21 giugno 1810                           | 3 marzo 1813                             | Eletto per terminare il mandato        | 1/2                                                      |                                                                    |
| 5                                        | Vacante                                  | Vacante                                  | Vacante                                  | 4 marzo 1813                             | 2 aprile 1813                            | 13                                     | 1/2                                                      | Elezione non riuscita                                              |
| 5                                        |                                          | Charles Cutts                            | Federalista                              | 2 aprile 1813                            | 10 giugno 1813                           | 13                                     | 1/2                                                      | Nominato per iniziare il mandato Dimessosi                         |
|                                          |                                          | Jeremiah Mason                           | Federalista                              | 10 giugno 1813                           | 16 giugno 1817                           | 13                                     | 1/2                                                      | Eletto in ritardo Dimessosi                                        |
| 6                                        | 14                                       | Jeremiah Mason                           | Federalista                              | 10 giugno 1813                           | 16 giugno 1817                           |                                        | 1/2                                                      | Eletto in ritardo Dimessosi                                        |
| 6                                        | 15                                       | Jeremiah Mason                           | Federalista                              | 10 giugno 1813                           | 16 giugno 1817                           |                                        | 1/2                                                      | Eletto in ritardo Dimessosi                                        |
| Vacante                                  | Vacante                                  | Vacante                                  | Vacante                                  | 16 giugno 1817                           | 27 giugno 1817                           |                                        | 1/2                                                      |                                                                    |
| 7                                        |                                          | Clement Storer                           | Democratico-Repubblicano                 | 27 giugno 1817                           | 3 marzo 1819                             | Eletto per terminare il mandato        | 1/2                                                      |                                                                    |
| 8                                        |                                          | John Fabyan Parrott                      | Democratico-Repubblicano                 | 4 marzo 1819                             | 3 marzo 1825                             | 16                                     | 1                                                        | Eletto nel 1818                                                    |
| 8                                        | 17                                       | John Fabyan Parrott                      | Democratico-Repubblicano                 | 4 marzo 1819                             | 3 marzo 1825                             |                                        | 1                                                        | Eletto nel 1818                                                    |
| 8                                        | 18                                       | John Fabyan Parrott                      | Democratico-Repubblicano                 | 4 marzo 1819                             | 3 marzo 1825                             |                                        | 1                                                        | Eletto nel 1818                                                    |
| Vacante                                  | Vacante                                  | Vacante                                  | Vacante                                  | 3 marzo 1825                             | 16 marzo 1825                            | 19                                     |                                                          | Elezione non riuscita                                              |
|                                          |                                          | Levi Woodbury                            | Jacksoniano                              | 16 marzo 1825                            | 3 marzo 1831                             | 19                                     | Eletto in ritardo                                        |                                                                    |
| 9                                        | 20                                       | Levi Woodbury                            | Jacksoniano                              | 16 marzo 1825                            | 3 marzo 1831                             |                                        | Eletto in ritardo                                        |                                                                    |
| 9                                        | 21                                       | Levi Woodbury                            | Jacksoniano                              | 16 marzo 1825                            | 3 marzo 1831                             |                                        | Eletto in ritardo                                        |                                                                    |
| 10                                       |                                          | Isaac Hill                               | Jacksoniano                              | 4 marzo 1831                             | 30 maggio 1836                           | 22                                     | 1/2                                                      | Eletto nel 1831 Dimessosi per diventare Governatore                |
| 10                                       | 23                                       | Isaac Hill                               | Jacksoniano                              | 4 marzo 1831                             | 30 maggio 1836                           |                                        | 1/2                                                      | Eletto nel 1831 Dimessosi per diventare Governatore                |
| 10                                       | 24                                       | Isaac Hill                               | Jacksoniano                              | 4 marzo 1831                             | 30 maggio 1836                           |                                        | 1/2                                                      | Eletto nel 1831 Dimessosi per diventare Governatore                |
| Vacante                                  | Vacante                                  | Vacante                                  | Vacante                                  | 30 maggio 1836                           | 8 giugno 1836                            |                                        | 1/2                                                      |                                                                    |
| 11                                       |                                          | John Page                                | Jacksoniano                              | 8 giugno 1836                            | 3 marzo 1837                             | Eletto nel 1836 Ha perso la rielezione | 1/2                                                      |                                                                    |
| 12                                       |                                          | Franklin Pierce                          | Democratico                              | 4 marzo 1837                             | 28 febbraio 1842                         | 25                                     | 1/2                                                      | Eletto nel 1837 Dimessosi                                          |
| 12                                       | 26                                       | Franklin Pierce                          | Democratico                              | 4 marzo 1837                             | 28 febbraio 1842                         |                                        | 1/2                                                      | Eletto nel 1837 Dimessosi                                          |
| 12                                       | 27                                       | Franklin Pierce                          | Democratico                              | 4 marzo 1837                             | 28 febbraio 1842                         |                                        | 1/2                                                      | Eletto nel 1837 Dimessosi                                          |
| 13                                       |                                          | Leonard Wilcox                           | Democratico                              | 1 marzo 1842                             | 3 marzo 1843                             | Eletto per terminare il mandato        | 1/2                                                      |                                                                    |
| 14                                       |                                          | Charles G. Atherton                      | Democratico                              | 4 marzo 1843                             | 3 marzo 1849                             | 28                                     | 1                                                        | Eletto nel 1843                                                    |
| 14                                       | 29                                       | Charles G. Atherton                      | Democratico                              | 4 marzo 1843                             | 3 marzo 1849                             |                                        | 1                                                        | Eletto nel 1843                                                    |
| 14                                       | 30                                       | Charles G. Atherton                      | Democratico                              | 4 marzo 1843                             | 3 marzo 1849                             |                                        | 1                                                        | Eletto nel 1843                                                    |
| 15                                       |                                          | Moses Norris Jr.                         | Democratico                              | 4 marzo 1849                             | 11 gennaio 1855                          | 31                                     | 1/2                                                      | Eletto nel 1848 Deceduto                                           |
| 15                                       | 32                                       | Moses Norris Jr.                         | Democratico                              | 4 marzo 1849                             | 11 gennaio 1855                          |                                        | 1/2                                                      | Eletto nel 1848 Deceduto                                           |
| 15                                       | 33                                       | Moses Norris Jr.                         | Democratico                              | 4 marzo 1849                             | 11 gennaio 1855                          |                                        | 1/2                                                      | Eletto nel 1848 Deceduto                                           |
| Vacante                                  | Vacante                                  | Vacante                                  | Vacante                                  | 11 gennaio 1855                          | 16 gennaio 1855                          |                                        | 1/2                                                      |                                                                    |
| 16                                       |                                          | John S. Wells                            | Democratico                              | 16 gennaio 1855                          | 3 marzo 1855                             | Nominato per terminare il mandato      | 1/2                                                      |                                                                    |
| Vacante                                  | Vacante                                  | Vacante                                  | Vacante                                  | 4 marzo 1855                             | 30 giugno 1855                           | 34                                     | 1/2                                                      | Elezione non riuscita                                              |
|                                          |                                          | James Bell                               | Repubblicano                             | 30 giugno 1855                           | 26 maggio 1857                           | 34                                     | 1/2                                                      | Eletto in ritardo Deceduto                                         |
| 17                                       | 35                                       | James Bell                               | Repubblicano                             | 30 giugno 1855                           | 26 maggio 1857                           |                                        | 1/2                                                      | Eletto in ritardo Deceduto                                         |
| Vacante                                  | Vacante                                  | Vacante                                  | Vacante                                  | 26 maggio 1857                           | 27 giugno 1857                           |                                        | 1/2                                                      |                                                                    |
|                                          | 35                                       |                                          | Daniel Clark                             | Repubblicano                             | 27 giugno 1857                           | 27 luglio 1866                         | 1/2                                                      | Eletto per terminare il mandato                                    |
| 18                                       | 36                                       |                                          | Daniel Clark                             | Repubblicano                             | 27 giugno 1857                           | 27 luglio 1866                         | 1/2                                                      | Eletto per terminare il mandato                                    |
| 18                                       | 37                                       | 1/2                                      | Daniel Clark                             | Repubblicano                             | 27 giugno 1857                           | 27 luglio 1866                         | Rieletto nel 1861 Dimessosi                              |                                                                    |
| 18                                       | 38                                       | 1/2                                      | Daniel Clark                             | Repubblicano                             | 27 giugno 1857                           | 27 luglio 1866                         | Rieletto nel 1861 Dimessosi                              |                                                                    |
| 18                                       | 39                                       | 1/2                                      | Daniel Clark                             | Repubblicano                             | 27 giugno 1857                           | 27 luglio 1866                         | Rieletto nel 1861 Dimessosi                              |                                                                    |
| Vacante                                  | Vacante                                  | Vacante                                  | Vacante                                  | 27 luglio 1866                           | 31 agosto 1866                           |                                        |                                                          |                                                                    |
| 19                                       |                                          | 1/2                                      | George G. Fogg                           | Repubblicano                             | 31 agosto 1866                           | 4 marzo 1867                           | Nominato per terminare il mandato Ritiratosi             |                                                                    |
| 20                                       |                                          | James W. Patterson                       | Repubblicano                             | 4 marzo 1867                             | 3 marzo 1873                             | 40                                     | 1                                                        | Eletto nel 1866 Ha perso la rinomina                               |
| 20                                       | 41                                       | James W. Patterson                       | Repubblicano                             | 4 marzo 1867                             | 3 marzo 1873                             |                                        | 1                                                        | Eletto nel 1866 Ha perso la rinomina                               |
| 20                                       | 42                                       | James W. Patterson                       | Repubblicano                             | 4 marzo 1867                             | 3 marzo 1873                             |                                        | 1                                                        | Eletto nel 1866 Ha perso la rinomina                               |
| 21                                       |                                          | Bainbridge Wadleigh                      | Repubblicano                             | 4 marzo 1873                             | 3 marzo 1879                             | 43                                     | 1                                                        | Eletto nel 1872 Ha perso la rielezione                             |
| 21                                       | 44                                       | Bainbridge Wadleigh                      | Repubblicano                             | 4 marzo 1873                             | 3 marzo 1879                             |                                        | 1                                                        | Eletto nel 1872 Ha perso la rielezione                             |
| 21                                       | 45                                       | Bainbridge Wadleigh                      | Repubblicano                             | 4 marzo 1873                             | 3 marzo 1879                             |                                        | 1                                                        | Eletto nel 1872 Ha perso la rielezione                             |
| Vacante                                  | Vacante                                  | Vacante                                  | Vacante                                  | 3 marzo 1879                             | 18 marzo 1879                            | 46                                     | 1/2                                                      | Elezione non riuscita                                              |
| 22                                       |                                          | Charles H. Bell                          | Repubblicano                             | 18 marzo 1879                            | 18 giugno 1879                           | 46                                     | 1/2                                                      | Nominato per iniziare il mandato Ritiratosi                        |
| Vacante                                  | Vacante                                  | Vacante                                  | Vacante                                  | 18 giugno 1879                           | 20 giugno 1879                           | 46                                     | 1/2                                                      |                                                                    |
|                                          |                                          | Henry W. Blair                           | Repubblicano                             | 20 giugno 1879                           | 3 marzo 1885                             | 46                                     | 1/2                                                      | Eletto in ritardo                                                  |
| 23                                       | 47                                       | Henry W. Blair                           | Repubblicano                             | 20 giugno 1879                           | 3 marzo 1885                             |                                        | 1/2                                                      | Eletto in ritardo                                                  |
| 23                                       | 48                                       | Henry W. Blair                           | Repubblicano                             | 20 giugno 1879                           | 3 marzo 1885                             |                                        | 1/2                                                      | Eletto in ritardo                                                  |
| 23                                       | Vacante                                  | Vacante                                  | 3 marzo 1885                             | 5 marzo 1885                             | 49                                       | 1                                      | Elezione non riuscita                                    |                                                                    |
| 23                                       | Henry W. Blair                           | Repubblicano                             | 5 marzo 1885                             | 3 marzo 1891                             | 49                                       | 1                                      | Nominato per iniziare il mandato                         |                                                                    |
| 23                                       | Henry W. Blair                           | Repubblicano                             | 5 marzo 1885                             | 3 marzo 1891                             | 50                                       | 1                                      | Eletto in ritardo Ha perso la rinomina                   |                                                                    |
| 23                                       | Henry W. Blair                           | Repubblicano                             | 5 marzo 1885                             | 3 marzo 1891                             | 51                                       | 1                                      | Eletto in ritardo Ha perso la rinomina                   |                                                                    |
| 24                                       |                                          | Jacob Harold Gallinger                   | Repubblicano                             | 4 marzo 1891                             | 17 agosto 1918                           | 52                                     | 1                                                        | Eletto nel 1891                                                    |
| 24                                       | 53                                       | Jacob Harold Gallinger                   | Repubblicano                             | 4 marzo 1891                             | 17 agosto 1918                           |                                        | 1                                                        | Eletto nel 1891                                                    |
| 24                                       | 54                                       | Jacob Harold Gallinger                   | Repubblicano                             | 4 marzo 1891                             | 17 agosto 1918                           |                                        | 1                                                        | Eletto nel 1891                                                    |
| 24                                       | 55                                       | Jacob Harold Gallinger                   | Repubblicano                             | 4 marzo 1891                             | 17 agosto 1918                           | 2                                      | Rieletto nel 1897                                        |                                                                    |
| 24                                       | 56                                       | Jacob Harold Gallinger                   | Repubblicano                             | 4 marzo 1891                             | 17 agosto 1918                           | 2                                      | Rieletto nel 1897                                        |                                                                    |
| 24                                       | 57                                       | Jacob Harold Gallinger                   | Repubblicano                             | 4 marzo 1891                             | 17 agosto 1918                           | 2                                      | Rieletto nel 1897                                        |                                                                    |
| 24                                       | 58                                       | Jacob Harold Gallinger                   | Repubblicano                             | 4 marzo 1891                             | 17 agosto 1918                           | 3                                      | Rieletto nel 1903                                        |                                                                    |
| 24                                       | 59                                       | Jacob Harold Gallinger                   | Repubblicano                             | 4 marzo 1891                             | 17 agosto 1918                           | 3                                      | Rieletto nel 1903                                        |                                                                    |
| 24                                       | 60                                       | Jacob Harold Gallinger                   | Repubblicano                             | 4 marzo 1891                             | 17 agosto 1918                           | 3                                      | Rieletto nel 1903                                        |                                                                    |
| 24                                       | 61                                       | Jacob Harold Gallinger                   | Repubblicano                             | 4 marzo 1891                             | 17 agosto 1918                           | 4                                      | Rieletto nel 1909                                        |                                                                    |
| 24                                       | 62                                       | Jacob Harold Gallinger                   | Repubblicano                             | 4 marzo 1891                             | 17 agosto 1918                           | 4                                      | Rieletto nel 1909                                        |                                                                    |
| 24                                       | 63                                       | Jacob Harold Gallinger                   | Repubblicano                             | 4 marzo 1891                             | 17 agosto 1918                           | 4                                      | Rieletto nel 1909                                        |                                                                    |
| 24                                       | 64                                       | Jacob Harold Gallinger                   | Repubblicano                             | 4 marzo 1891                             | 17 agosto 1918                           | 1/2                                    | Rieletto nel 1914 Deceduto                               |                                                                    |
| 24                                       | 65                                       | Jacob Harold Gallinger                   | Repubblicano                             | 4 marzo 1891                             | 17 agosto 1918                           | 1/2                                    | Rieletto nel 1914 Deceduto                               |                                                                    |
| Vacante                                  | Vacante                                  | Vacante                                  | Vacante                                  | 17 agosto 1918                           | 2 Settembre 1918                         | 1/2                                    |                                                          |                                                                    |
| 25                                       |                                          | Irving W. Drew                           | Repubblicano                             | 2 Settembre 1918                         | 5 Novembre 1918                          | 1/2                                    | Nominato per continuare il mandato Ritiratosi            |                                                                    |
|                                          |                                          | George H. Moses                          | Repubblicano                             | 5 Novembre 1918                          | 3 marzo 1933                             | 1/2                                    | Eletto per terminare il mandato                          |                                                                    |
| 26                                       | 66                                       | George H. Moses                          | Repubblicano                             | 5 Novembre 1918                          | 3 marzo 1933                             | 1/2                                    | Eletto per terminare il mandato                          |                                                                    |
| 26                                       | 67                                       | George H. Moses                          | Repubblicano                             | 5 Novembre 1918                          | 3 marzo 1933                             | 1                                      | Rieletto nel 1920                                        |                                                                    |
| 26                                       | 68                                       | George H. Moses                          | Repubblicano                             | 5 Novembre 1918                          | 3 marzo 1933                             | 1                                      | Rieletto nel 1920                                        |                                                                    |
| 26                                       | 69                                       | George H. Moses                          | Repubblicano                             | 5 Novembre 1918                          | 3 marzo 1933                             | 1                                      | Rieletto nel 1920                                        |                                                                    |
| 26                                       | 70                                       | George H. Moses                          | Repubblicano                             | 5 Novembre 1918                          | 3 marzo 1933                             | 2                                      | Rieletto nel 1926 Ha perso la rielezione                 |                                                                    |
| 26                                       | 71                                       | George H. Moses                          | Repubblicano                             | 5 Novembre 1918                          | 3 marzo 1933                             | 2                                      | Rieletto nel 1926 Ha perso la rielezione                 |                                                                    |
| 26                                       | 72                                       | George H. Moses                          | Repubblicano                             | 5 Novembre 1918                          | 3 marzo 1933                             | 2                                      | Rieletto nel 1926 Ha perso la rielezione                 |                                                                    |
| 27                                       |                                          | Fred H. Brown                            | Democratico                              | 4 marzo 1933                             | 3 gennaio 1939                           | 73                                     | 1                                                        | Eletto nel 1932 Ha perso la rielezione                             |
| 27                                       | 74                                       | Fred H. Brown                            | Democratico                              | 4 marzo 1933                             | 3 gennaio 1939                           |                                        | 1                                                        | Eletto nel 1932 Ha perso la rielezione                             |
| 27                                       | 75                                       | Fred H. Brown                            | Democratico                              | 4 marzo 1933                             | 3 gennaio 1939                           |                                        | 1                                                        | Eletto nel 1932 Ha perso la rielezione                             |
| 28                                       |                                          | Charles W. Tobey                         | Repubblicano                             | 3 gennaio 1939                           | 24 luglio 1953                           | 76                                     | 1                                                        | Eletto nel 1938                                                    |
| 28                                       | 77                                       | Charles W. Tobey                         | Repubblicano                             | 3 gennaio 1939                           | 24 luglio 1953                           |                                        | 1                                                        | Eletto nel 1938                                                    |
| 28                                       | 78                                       | Charles W. Tobey                         | Repubblicano                             | 3 gennaio 1939                           | 24 luglio 1953                           |                                        | 1                                                        | Eletto nel 1938                                                    |
| 28                                       | 79                                       | Charles W. Tobey                         | Repubblicano                             | 3 gennaio 1939                           | 24 luglio 1953                           | 2                                      | Rieletto nel 1944                                        |                                                                    |
| 28                                       | 80                                       | Charles W. Tobey                         | Repubblicano                             | 3 gennaio 1939                           | 24 luglio 1953                           | 2                                      | Rieletto nel 1944                                        |                                                                    |
| 28                                       | 81                                       | Charles W. Tobey                         | Repubblicano                             | 3 gennaio 1939                           | 24 luglio 1953                           | 2                                      | Rieletto nel 1944                                        |                                                                    |
| 28                                       | 82                                       | Charles W. Tobey                         | Repubblicano                             | 3 gennaio 1939                           | 24 luglio 1953                           | 1/2                                    | Rieletto nel 1950 Deceduto                               |                                                                    |
| 28                                       | 83                                       | Charles W. Tobey                         | Repubblicano                             | 3 gennaio 1939                           | 24 luglio 1953                           | 1/2                                    | Rieletto nel 1950 Deceduto                               |                                                                    |
| Vacante                                  | Vacante                                  | Vacante                                  | Vacante                                  | 24 luglio 1953                           | 14 agosto 1953                           | 1/2                                    |                                                          |                                                                    |
| 29                                       |                                          | Robert W. Upton                          | Repubblicano                             | 14 agosto 1953                           | 8 novembre 1954                          | 1/2                                    | Nominato per continuare il mandato Ha perso la nomina    |                                                                    |
|                                          |                                          | Norris Cotton                            | Repubblicano                             | 8 novembre 1954                          | 31 dicembre 1974                         | 1/2                                    | Eletto per terminare il mandato                          |                                                                    |
| 30                                       | 84                                       | Norris Cotton                            | Repubblicano                             | 8 novembre 1954                          | 31 dicembre 1974                         | 1/2                                    | Eletto per terminare il mandato                          |                                                                    |
| 30                                       | 85                                       | Norris Cotton                            | Repubblicano                             | 8 novembre 1954                          | 31 dicembre 1974                         | 1                                      | Rieletto nel 1956                                        |                                                                    |
| 30                                       | 86                                       | Norris Cotton                            | Repubblicano                             | 8 novembre 1954                          | 31 dicembre 1974                         | 1                                      | Rieletto nel 1956                                        |                                                                    |
| 30                                       | 87                                       | Norris Cotton                            | Repubblicano                             | 8 novembre 1954                          | 31 dicembre 1974                         | 1                                      | Rieletto nel 1956                                        |                                                                    |
| 30                                       | 88                                       | Norris Cotton                            | Repubblicano                             | 8 novembre 1954                          | 31 dicembre 1974                         | 2                                      | Rieletto nel 1962                                        |                                                                    |
| 30                                       | 89                                       | Norris Cotton                            | Repubblicano                             | 8 novembre 1954                          | 31 dicembre 1974                         | 2                                      | Rieletto nel 1962                                        |                                                                    |
| 30                                       | 90                                       | Norris Cotton                            | Repubblicano                             | 8 novembre 1954                          | 31 dicembre 1974                         | 2                                      | Rieletto nel 1962                                        |                                                                    |
| 30                                       | 91                                       | Norris Cotton                            | Repubblicano                             | 8 novembre 1954                          | 31 dicembre 1974                         | 1/2                                    | Rieletto nel 1968 Ritiratosi e dimessosi anticipatamente |                                                                    |
| 30                                       | 92                                       | Norris Cotton                            | Repubblicano                             | 8 novembre 1954                          | 31 dicembre 1974                         | 1/2                                    | Rieletto nel 1968 Ritiratosi e dimessosi anticipatamente |                                                                    |
| 30                                       | 93                                       | Norris Cotton                            | Repubblicano                             | 8 novembre 1954                          | 31 dicembre 1974                         | 1/2                                    | Rieletto nel 1968 Ritiratosi e dimessosi anticipatamente |                                                                    |
| 31                                       |                                          | Louis C. Wyman                           | Repubblicano                             | 31 dicembre 1974                         | 3 gennaio 1975                           | 1/2                                    | Nominato per terminare il mandato                        |                                                                    |
| Vacante                                  | Vacante                                  | Vacante                                  | Vacante                                  | 3 gennaio 1975                           | 8 agosto 1975                            | 94                                     | 1/2                                                      | Elezione contesta                                                  |
| 32                                       |                                          | Norris Cotton                            | Repubblicano                             | 8 agosto 1975                            | 18 settembre 1875                        | 94                                     | 1/2                                                      |                                                                    |
| 33                                       |                                          | John A. Durkin                           | Democratico                              | 18 settembre 1875                        | 29 dicembre 1990                         | 94                                     | 1/2                                                      | Eletto per terminare il mandato Ha perso la rielezione e dimessosi |
| 33                                       | 95                                       | John A. Durkin                           | Democratico                              | 18 settembre 1875                        | 29 dicembre 1990                         |                                        | 1/2                                                      | Eletto per terminare il mandato Ha perso la rielezione e dimessosi |
| 33                                       | 96                                       | John A. Durkin                           | Democratico                              | 18 settembre 1875                        | 29 dicembre 1990                         |                                        | 1/2                                                      | Eletto per terminare il mandato Ha perso la rielezione e dimessosi |
| 34                                       |                                          | Warren Rudman                            | Repubblicano                             | 29 dicembre 1990                         | 3 gennaio 1993                           | Nominato avendo già vinto l'elezione   | 1/2                                                      |                                                                    |
| 34                                       | 97                                       | Warren Rudman                            | Repubblicano                             | 29 dicembre 1990                         | 3 gennaio 1993                           | 1                                      | Eletto nel 1980                                          |                                                                    |
| 34                                       | 98                                       | Warren Rudman                            | Repubblicano                             | 29 dicembre 1990                         | 3 gennaio 1993                           | 1                                      | Eletto nel 1980                                          |                                                                    |
| 34                                       | 99                                       | Warren Rudman                            | Repubblicano                             | 29 dicembre 1990                         | 3 gennaio 1993                           | 1                                      | Eletto nel 1980                                          |                                                                    |
| 34                                       | 100                                      | Warren Rudman                            | Repubblicano                             | 29 dicembre 1990                         | 3 gennaio 1993                           | 2                                      | Rieletto nel 1986 Ha perso la rielezione                 |                                                                    |
| 34                                       | 101                                      | Warren Rudman                            | Repubblicano                             | 29 dicembre 1990                         | 3 gennaio 1993                           | 2                                      | Rieletto nel 1986 Ha perso la rielezione                 |                                                                    |
| 34                                       | 102                                      | Warren Rudman                            | Repubblicano                             | 29 dicembre 1990                         | 3 gennaio 1993                           | 2                                      | Rieletto nel 1986 Ha perso la rielezione                 |                                                                    |
| 35                                       |                                          | Judd Gregg                               | Repubblicano                             | 3 gennaio 1993                           | 3 gennaio 2011                           | 103                                    | 1                                                        | Eletto nel 1992                                                    |
| 35                                       | 104                                      | Judd Gregg                               | Repubblicano                             | 3 gennaio 1993                           | 3 gennaio 2011                           |                                        | 1                                                        | Eletto nel 1992                                                    |
| 35                                       | 105                                      | Judd Gregg                               | Repubblicano                             | 3 gennaio 1993                           | 3 gennaio 2011                           |                                        | 1                                                        | Eletto nel 1992                                                    |
| 35                                       | 106                                      | Judd Gregg                               | Repubblicano                             | 3 gennaio 1993                           | 3 gennaio 2011                           | 2                                      | Rieletto nel 1998                                        |                                                                    |
| 35                                       | 107                                      | Judd Gregg                               | Repubblicano                             | 3 gennaio 1993                           | 3 gennaio 2011                           | 2                                      | Rieletto nel 1998                                        |                                                                    |
| 35                                       | 108                                      | Judd Gregg                               | Repubblicano                             | 3 gennaio 1993                           | 3 gennaio 2011                           | 2                                      | Rieletto nel 1998                                        |                                                                    |
| 35                                       | 109                                      | Judd Gregg                               | Repubblicano                             | 3 gennaio 1993                           | 3 gennaio 2011                           | 3                                      | Rieletto nel 2004 Ritiratosi                             |                                                                    |
| 35                                       | 110                                      | Judd Gregg                               | Repubblicano                             | 3 gennaio 1993                           | 3 gennaio 2011                           | 3                                      | Rieletto nel 2004 Ritiratosi                             |                                                                    |
| 35                                       | 111                                      | Judd Gregg                               | Repubblicano                             | 3 gennaio 1993                           | 3 gennaio 2011                           | 3                                      | Rieletto nel 2004 Ritiratosi                             |                                                                    |
| 36                                       |                                          | Kelly Ayotte                             | Repubblicano                             | 3 gennaio 2011                           | 3 gennaio 2017                           | 112                                    | 1                                                        | Eletta nel 2010 Ha perso la rielezione                             |
| 36                                       | 113                                      | Kelly Ayotte                             | Repubblicano                             | 3 gennaio 2011                           | 3 gennaio 2017                           |                                        | 1                                                        | Eletta nel 2010 Ha perso la rielezione                             |
| 36                                       | 114                                      | Kelly Ayotte                             | Repubblicano                             | 3 gennaio 2011                           | 3 gennaio 2017                           |                                        | 1                                                        | Eletta nel 2010 Ha perso la rielezione                             |
| 37                                       |                                          | Maggie Hassan                            | Democratico                              | 3 gennaio 2017                           | in carica                                | 115                                    | 1                                                        | Eletta nel 2016                                                    |
| 37                                       | 116                                      | Maggie Hassan                            | Democratico                              | 3 gennaio 2017                           | in carica                                |                                        | 1                                                        | Eletta nel 2016                                                    |
| 37                                       | 117                                      | Maggie Hassan                            | Democratico                              | 3 gennaio 2017                           | in carica                                |                                        | 1                                                        | Eletta nel 2016                                                    |
| 37                                       | 118                                      | Maggie Hassan                            | Democratico                              | 3 gennaio 2017                           | in carica                                | 2                                      | Rieletta nel 2022                                        |                                                                    |
| 37                                       | 119                                      | Maggie Hassan                            | Democratico                              | 3 gennaio 2017                           | in carica                                | 2                                      | Rieletta nel 2022                                        |                                                                    |
| 37                                       | 120                                      | Maggie Hassan                            | Democratico                              | 3 gennaio 2017                           | in carica                                | 2                                      | Rieletta nel 2022                                        |                                                                    |
| Da determinarsi con le elezioni del 2028 | Da determinarsi con le elezioni del 2028 | Da determinarsi con le elezioni del 2028 | Da determinarsi con le elezioni del 2028 | Da determinarsi con le elezioni del 2028 | Da determinarsi con le elezioni del 2028 | 121                                    |                                                          |                                                                    |
| Da determinarsi con le elezioni del 2028 | Da determinarsi con le elezioni del 2028 | Da determinarsi con le elezioni del 2028 | Da determinarsi con le elezioni del 2028 | Da determinarsi con le elezioni del 2028 | Da determinarsi con le elezioni del 2028 | 122                                    |                                                          |                                                                    |
| Da determinarsi con le elezioni del 2028 | Da determinarsi con le elezioni del 2028 | Da determinarsi con le elezioni del 2028 | Da determinarsi con le elezioni del 2028 | Da determinarsi con le elezioni del 2028 | Da determinarsi con le elezioni del 2028 | 123                                    |                                                          |                                                                    |